# Pamplonita
Pamplonita – miasto w Kolumbii, w departamencie Norte de Santander.